# افشای اسناد مجلس شورای اسلامی (۱۴۰۲)
افشای اسناد مجلس شورای اسلامی رویدادی بود که پس از هک سرورهای این نهاد در بهمن‌ماه ۱۴۰۲، کمتر از سه هفته مانده به برگزاری دوازدهمین دوره انتخابات مجلس به‌وقوع پیوست.

## هک سرورهای مجلس
صبح رور ۲۴ بهمن، وبسایت خبرگزاری خانه ملت از دسترس خارج شد. ساعاتی بعد، گروهی به‌نام «قیام تا سرنگونی» که برخی آن را نزدیک به سازمان مجاهدین خلق ایران می‌دانند، مسئولیت این حمله سایبری را به عهده گرفت و اعلام کرد که به بیش از ۶۰۰ سرور مجلس رخنه کرده‌است. روابط عمومی مجلس نیز وقوع این هک را تأیید کرد. در پی این حمله برخی اسناد محرمانه که ادعا می‌شود دربارهٔ شیوه دور زدن تحریم‌هاست منتشر شده‌است. همچنین اسنادی دربارهٔ دریافتی نمایندگان مجلس و برخی اوراق هویتی آن‌ها منتشر شده‌است. روابط عمومی مجلس صحت برخی از این اسناد را رد کرده‌است.

## جزئیات اسناد افشا شده
- بر اساس اطلاعات منتشر شده، میزان حقوق دریافتی برخی نمایندگان ماهانه بین «۲۰۰ تا ۲۵۰ میلیون تومان» و رقم کل حقوق پرداخت‌شده به ۲۲۶ نماینده مجلس در خرداد امسال بیش از ۴۸ میلیارد تومان بوده است. روابط عمومی مجلس در واکنش مدعی شد که «برخی از این اسناد دستکاری شده و غیرقابل استناد است».[۸][۵]
- بر اساس اسناد افشا شده، مصطفی ایزدی معاون امور راهبردی و اشراف ستاد کل نیروهای مسلح در نامه‌ای که برای خامنه‌ای نوشته‌ است، فروش ۳/۳۶ درصدی سهام شرکت ایران خودرو از سوی بانک صادرات به شرکت بهمن و واگذاری دو سمت  مدیریتی ایران‌ خودرو به شرکت کروز را غیرقانونی نامیده است و قوه قضاییه به دلیل اشتغال چند هزار نفر در شرکت کروز، پرونده قاچاق، رشوه و جعل این شرکت را مسکوت گذاشته است.[۹]
- یکی دیگر از این اسناد نامه‌ای به امضا معاون اقتصاد و فناوری دبیرخانه شورای عالی امنیت ملی، محمد میرمحمدی، به دبیر شورای عالی هماهنگی اقتصادی سران قوا، محسن رضایی است. در این نامه، شیوه‌هایی برای دور زدن تحریم‌ها و حمایت از افراد و نهادهای مرتبط با آنها ذکر شده است. در این نامه به عنوان یکی از  تدابیر فهرستی از افراد تحریم شده توسط وزارت اطلاعات باید هر سه ماه یکبار تهیه شود. بر اساس این نامه، افراد تحریم شده قادر خواهند بود هویت خود را تغییر داده و به فعالیت‌های شخصی خود ادامه دهند، همچنین از مزایای مالی مانند تسهیلات بانکی، بیمه، مالیاتی و گمرکی نیز بهره‌مند می‌شوند. همچنین ارائه پوشش اطلاعاتی-امنیتی، و خدمات حقوقی-قضایی در داخل و خارج از کشور به تمامی مدیران، کارگزاران و اشخاص فعال و ریسک‌پذیر در مقابله با تحریم است. این اقدام با هدف محافظت و ایمن‌سازی این افراد در برابر هرگونه آسیبی که ممکن است به آنها وارد شود، صورت می‌گیرد.[۱۰][۱۱] در بخش دیگری از این نامه، روش‌هایی برای دور زدن تحریم‌ها و ورود کالاهای تحریمی و کالاهای دارای کاربرد دوگانه بیان شده است. به عنوان مثال، عدم ارائه گواهی خرید مبدأ یا پذیرش گواهی مبدأ از کشورهای غیر ایران، استفاده از اسناد دستکاری شده با اسامی مغایر سفارش دهنده، تغییر نام یا جزئیات صلح‌نامه خرید به عنوان روش‌هایی که می‌توان برای دور زدن تحریم‌ها استفاده کرد.[۱۰]
- درخواست محمد محمدی گلپایگانی از محمدباقر قالیباف برای افزایش بودجه مراکز وابسته به دفتر علی خامنه‌ای و مرکز خدمات حوزه‌های علمیه از جمله  کمک ۱۰۰ میلیارد تومانی به صندوق ودیعه مسکن طلاب خارجی جامعه‌المصطفی، کمک به «آستان‌های مقدس» از ۳۰ میلیارد تومان به ۸۰ میلیارد تومان، افزایش ۱۰۰ میلیارد تومان به صندوق «بلاغ جهت حمایت از مبلغین بومی»، افزایش بودجه سازمان تبلیغات دست‌کم به ۱۰۰ میلیارد تومان، افزایش صد درصد بودجه «حمایت از مدارس دینی و کمک به معیشت روحانیون اهل سنت» در نامه‌ای محرمانه از سوی رئیس دفتر علی خامنه‌ای به رئیس مجلس افشا شده است.[۱۲]